# Xã Claremont, Quận Richland, Illinois
Xã Claremont (tiếng Anh: Claremont Township) là một xã thuộc quận Richland, tiểu bang Illinois, Hoa Kỳ. Năm 2010, dân số của xã này là 855 người.